# جایزه مارکونی

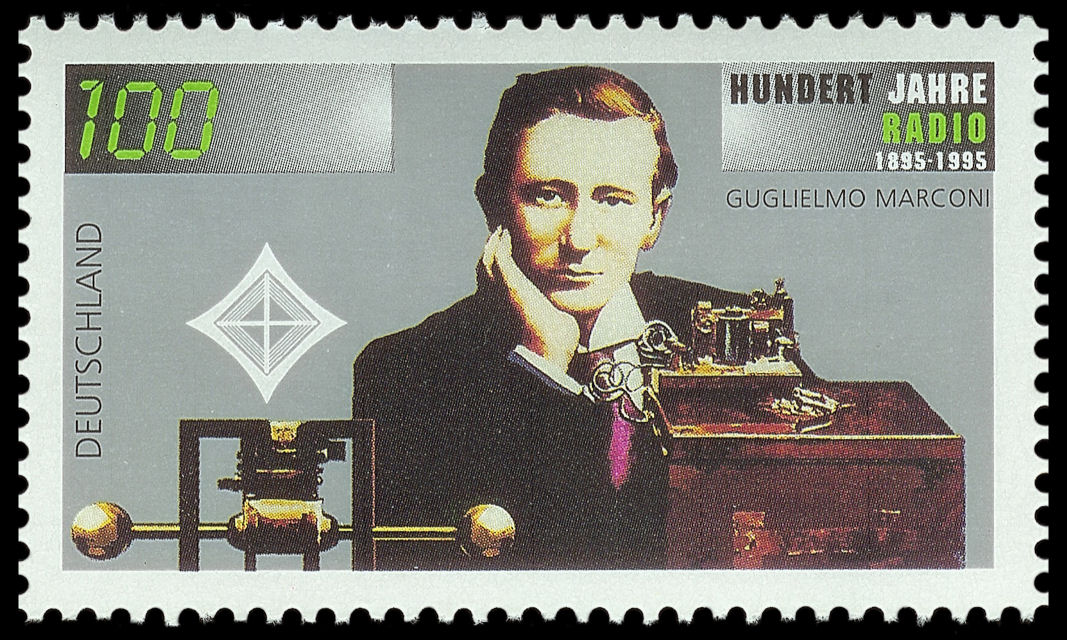
تمبر با تصویر جایزه مارکونی

جایزه مارکونی جایزه سالانه ای است که دستاوردها و پیشرفت‌های حاصل شده در زمینه مخابرات (رادیو، موبایل، بی‌سیم، مخابرات، ارتباطات داده، شبکه‌ها و اینترنت) را به رسمیت می‌شناسد. این جایزه توسط انجمن مارکونی اعطا می‌شود و شامل جایزه ۱۰۰۰۰۰ دلاری و یک اثر مجسمه‌سازی است. این جایزه در سمپوزیوم و جشن سالانه انجمن مارکونی به دریافت کنندگان اهدا می‌شود.
گاهی اوقات، جایزه یک عمر دستاورد انجمن مارکونی به افراد اسطوره ای در پایان فعالیت شان اعطا می‌شود که از مشارکت‌های متحول کننده و تأثیرات قابل توجه آنها در زمینه مخابرات و توسعه مشاغل دانشجویان، همکاران و همسالانشان در طول عمرشان تقدیر می‌کند. کسانی چون کلود ای. شانون (۲۰۰۰، درگذشته در ۲۰۰۱)، ویلیام او. بیکر (۲۰۰۳، درگذشته در ۲۰۰۵)، گوردون ای. مور (۲۰۰۵)، آموس ای. جوئل جونیور (۲۰۰۹، درگذشته در ۲۰۰۸) رابرت دبلیو. گالوین (۲۰۱۱، درگذشته در ۲۰۱۱)، و توماس کایلات (۲۰۱۷) تاکنون این جایزه را دریافت کرده‌اند.

## فهرست برندگان جایزه مارکونی
برندگان سابق جایزه مارکونی لارنس ای پیج و سرگئی برین برای توسعه شرکت جستجوی وب گوگل، تیم برنرز لی برای رهبری و نوآوری‌هایش در شبکه جهانی وب، برنده جایزه نوبل چارلز کی کائو برای توسعه ارتباطات فیبر نوری. و مارتین هلمن و ویتفیلد دیفی برای کارشان در امنیت - تبادل کلید دیفی–هلمن را شامل می‌شوند. اولین جایزه در سال ۱۹۷۵ اهدا شد.
| ۱۹۷۵–۱۹۹۶ - ۱۹۷۵: جیمز راین کیلیان - 1976: Hiroshi Inose - ۱۹۷۷: آرتور لئونارد شالو - 1978: Edward Colin Cherry - ۱۹۷۹: جان رابینسون پیرس - ۱۹۸۰: یاش پال - ۱۹۸۱: سیمور پاپرت - ۱۹۸۲: آرتور سی. کلارک - 1983: Francesco Carassa - ۱۹۸۴: اریک آش - ۱۹۸۵: چارلز کائو - 1986: Leonard Kleinrock - ۱۹۸۷: رابرت لاکی - ۱۹۸۸: فدریکو فاجین - ۱۹۸۹: رابرت نوئل هال - 1990: Andrew J. Viterbi - ۱۹۹۱: پل باران - ۱۹۹۲: جیمز فلاناگان - 1993: Izuo Hayashi - ۱۹۹۴: باب کان - 1995: Jacob Ziv - 1996: Gottfried Ungerboeck | ۱۹۹۷–اکنون - ۱۹۹۷: دیو فورنی - ۱۹۹۸: وینتون سرف - 1999: James L. Massey - ۲۰۰۰: مارتین هلمن و ویتفیلد دیفی - ۲۰۰۱: هرویگ کوگنیک و Allan Snyder - ۲۰۰۲: تیم برنرز-لی - ۲۰۰۳: رابرت متکالف و رابرت گلگر - ۲۰۰۴: سرگی برین و لری پیج - 2005: Claude Berrou - 2006: John M. Cioffi - ۲۰۰۷: رونالد ریوست - 2008: David N. Payne - 2009: Andrew Chraplyvy و Robert Tkach - ۲۰۱۰: چارلز گسچه و جان وارناک - 2011: Jack Wolf و اروین ام. جیکابز - ۲۰۱۲: هنری ساموئلی - ۲۰۱۳: مارتین کوپر - 2014: Arogyaswami Paulraj - 2015: Peter Kirstein - 2016: Bradford Parkinson - ۲۰۱۷: آرون نتراوالی - ۲۰۱۸: تامسون لایتون - ۲۰۱۹: پال کوچر و طاهر الجمل - ۲۰۲۰: اندریا گلدسمیت - ۲۰۲۲: سیاوش الموتی |